# Согло, Кристоф
Кристоф Согло (фр. Christophe Soglo, 28 июня 1909 — 7 октября 1983) — бенинский военный и политический деятель.

## Биография
После обретения Дагомеей независимости от Франции в 1960 году получил звание полковника и должность начальника генерального штаба во времена президентства Юбера Маги. 28 октября 1963 года он взял в свои руки власть с заявленной целью предупреждения гражданской войны, сформировал Временное правительство которое и возглавил. После реорганизации правительства Согло сложил с себя полномочия главы государства и в январе 1964 года и передал власть Суру-Мигану Апити, который стал новым президентом. Вскоре между Апити и другими политическими деятелями возникли разногласия. После безрезультатных попыток наладить политический диалог Согло вновь совершил переворот в ноябре 1965 года и удерживал власть в Бенине до декабря 1967 года, когда группа младших офицеров свергла его. После этого Согло ушёл из политики.